# ارین کاردیلو
ارین کاردیلو (انگلیسی: Erin Cardillo؛ زادهٔ ۱۷ فوریهٔ ۱۹۷۷) یک هنرپیشه اهل ایالات متحده آمریکا است. وی از سال ۱۹۹۵ میلادی تاکنون مشغول فعالیت بوده‌است.

## گزیدهٔ آثار

### سینما
- جعبه (۲۰۰۷)

### تلویزیون
- استخوان‌ها (۲۰۱۲)
- سی‌اس‌آی: میامی (۲۰۱۱)
- زندگی سوئیت روی عرشه
- آشنایی با مادر (۲۰۰۷)
- قانون و نظم (۲۰۰۱)